# Le Vernay (quartier)
Pour les articles homonymes, voir Vernay.
Le Vernay est un quartier de la ville de Caluire-et-Cuire, limitrophe des quartiers Le Bourg et Vassieux, de la ville de Rillieux-la-Pape et de la Saône.
La voie de la Dombes longe le quartier (elle forme alors une « frontière » du quartier avec Vassieux) puis le traverse.

## Toponymie
Le toponyme Vernay représente l'héritage français du mot gaulois verna, « aulne » (lui-même formé sur une racine pré-celtique vara, « eau »); suivi du suffixe collectif -etum ou -etam, « lieu occupé par - ». Il désigne un bois de vernes, d'aulnes, une aulnaie.

## Histoire
Sur la place du Vernay était jadis érigée une croix en pierre datant de 1766. Elle sera détruite à la Révolution puis remplacée par une autre en fer en 1804.

## Géographie

### Population
Le découpage municipal du Vernay correspond très approximativement aux zones Z301, Z302 et Z303 dans le découpage de l'INSEE. Ces zones ont respectivement les définitions suivantes : Vernay, Jean Moulin et Montchoisi. En 1999, la population sommée de ces zones était de 5 894 habitants.
La population de ce quartier atteint 4 698 en 2011.

## Société

### Enseignement
Le collège André-Lassagne se trouve dans ce quartier.

### Transports
Plusieurs lignes de bus desservent le quartier :  ,  ,  ,   et  